# Partier fra Himmelbjerget
|  | Denne artikel er oprettet af botten PalnaBot ud fra en ekstern database. Den kan derfor have sproglige fejl eller mangler. Denne skabelon kan fjernes efter kontrol af indholdet. |

Partier fra Himmelbjerget er en film med ukendt instruktør.

## Handling
Natur. Hjuldamperen "Hjejlen" sejler på Silkeborgsøen. Smukke partier taget fra båden. Himmelbjerget. Mand i mark med solsikker. Udsigt fra Himmelbjerget.. Flere optagelser fra vandet ind mod land Idylliske scener omkring Himmelbjerget. Markarbejde; kvinde og barn i marken. Fra en gård. En mand med trillebør lægger "sivmåtter" på tørvestak. Kvinde hugger brænde.